# Arthur Hornblow junior
Arthur Hornblow Jr. (* 15. März 1893 in New York City; † 17. Juli 1976 ebenda) war ein US-amerikanischer Dramatiker und Filmproduzent, dessen von ihm produzierte Filme viermal für den Oscar für den besten Film nominiert waren.

## Leben
Hornblow, Sohn des Drehbuchautors und Theaterkritikers Arthur Hornblow, verfasste und adaptierte zunächst Bühnenwerke wie zum Beispiel die Komödie Madame Pierre (1922) nach Eugène Brieux. 1926 verfasste er das Drama The Captive, ein Schauspiel mit homosexuellem Inhalt, das auf dem Stück La prisonnière von Edouard Bourdet basiert und in dem eine lesbische Beziehung dargestellt wird. Er begann dann Anfang der 1930er Jahre seine Tätigkeit als Filmproduzent mit dem Film One Heavenly Night (1931). Er produzierte bis Anfang der 1960er Jahre knapp vierzig Filme.
Bei der Oscarverleihung 1935 war erstmals ein von ihm produzierter Film für den Oscar für den besten Film nominiert und zwar Ein Butler in Amerika, den er für Paramount Pictures produzierte. 1941 pro-duzierte er für die Paramount Studios den Film Das goldene Tor und wurde hierfür bei der Oscarverleihung 1942 abermals für den Oscar für den besten Film nominiert. Weitere Nominierungen für den Oscar in dieser Kategorie erhielt er 1945 für Das Haus der Lady Alquist (1944) sowie 1958 für Zeugin der Anklage.
Hornblow war dreimal verheiratet und heiratete 1924 in erster Ehe die Schauspielerin Juliette Crosby. Zwischen 1936 und 1942 war er mit der Schauspielerin Myrna Loy und zuletzt von 1945 bis zu seinem Tod mit der Schriftstellerin Leonora Hornblow verheiratet.

## Filmografie (Auswahl)
- 1931: One Heavenly Night
- 1932: Der falsche Torero (The Kid from Spain) (Executive Producer)
- 1934: Jagd nach dem Glück (The Pursuit of Happiness)
- 1935: Ein Butler in Amerika (Ruggles of Red Gap)
- 1935: Mississippi
- 1936: Eine Prinzessin für Amerika (The Princess Comes Across)
- 1937: Swing High, Swing Low
- 1937: High, Wide and Handsome
- 1937: Mein Leben in Luxus (Easy Living)
- 1937: Waikiki Wedding
- 1938: Tropic Holiday
- 1938: Artists and Models Abroad
- 1939: Enthüllung um Mitternacht (Midnight)
- 1939: Erbschaft um Mitternacht (The Cat and the Canary)
- 1940: Arise, My Love
- 1941: I Wanted Wings
- 1942: Der Major und das Mädchen (The Major and the Minor)
- 1944: The Heavenly Body
- 1944: Das Haus der Lady Alquist (Gaslight)
- 1945: Weekend im Waldorf (Week-End at the Waldorf)
- 1947: Liebe in Fesseln (Cass Timberlane)
- 1947: Desire Me
- 1947: Der Windhund und die Lady (The Hucksters)
- 1949: Verschwörer (Conspirator)
- 1952: Die goldene Nixe (Million Dollar Mermaid)
- 1953: Eine Leiche auf Rezept (Remains to bei Seen)
- 1955: Oklahoma!
- 1962: Wir alle sind verdammt (The War Lover)